# 7,5 cm Panzerabwehrkanone 41
A 7,5 cm Panzerabwehrkanone 41 (rövidítve 7,5 cm Pa.K. 41 vagy 7,5 cm PaK 41, magyarul 7,5 cm-es páncéltörő löveg 41) egyike volt az utolsó német páncéltörő lövegeknek, melyeket a második világháború alatt hadrendbe állítottak.  A fegyver a Gerlich-elv alapján működött, ami lehetővé tette a magasabb csőtorkolati sebességet és a nagyobb páncélátütő képességet (Hermann Gerlich egy német fegyvertervező volt, aki az 1920-as években fejlesztette ki ezt az elvet, eredetileg vadászfegyverekhez).

## Tervezet
Ezek a lövegek a Rheinmetall gyáraiban készültek. A cső három fő részből tevődött össze: a hátsó rész párhuzamos oldalú és szabályosan huzagolt; a középső rész huzagolatlan és elkeskenyedő; a csőszáj rész pedig az utolsó 700 mm-nyi szakasz ismét párhuzamos oldalú és huzagolatlan volt.
A lőportöltet súlya a töltet 95%-át tette ki. A csőtorkolati sebesség 1200 m/s volt, a páncélátütő képesség pedig 150 mm volt 900 méteren. A megerősített závárzat függőleges ék típusú, fél-automata működésű volt. Összehasonlítva a PaK 38 és a PaK 40 lövegekkel, megjelenése hosszú, alacsony és robusztus. A futómű szétterpeszthető talpszárakból és erős gumiabronccsal szerelt fémkerekekből állt. A löveg bölcsője és lövegpajzsa speciális univerzális illesztéssel csatlakozott egymáshoz. A bölcső henger alakú volt, és a lövegcső teljes alsó felét takarta. A löveget 1500 méterig lehetett irányozni; az irányzék négy fokozatú volt, így az aktuális csőtorkolati sebességhez lehetett állítani. A lövegcső élettartama 500-600 lövés körül volt.

## Szolgálat
A PaK 41 a harmadik kúpos kialakítású (Gerlich-elv) fegyver volt, amelyet a németek bevezettek.

## Fordítás
- Ez a szócikk részben vagy egészben  a(z)   7.5 cm Pak 41 című angol Wikipédia-szócikk ezen változatának fordításán alapul.  Az eredeti cikk szerkesztőit annak laptörténete sorolja fel. Ez a jelzés csupán a megfogalmazás eredetét és a szerzői jogokat jelzi, nem szolgál a cikkben szereplő információk forrásmegjelöléseként.

## Külső hivatkozások
- http://www.lonesentry.com/articles/ttt/75mm-tapered-bore-antitank-pak-41.html